# Júzó Taširo
Júzó Taširo (* 22. červenec 1982) je japonský fotbalista.

## Klubová kariéra
Hrával za Oita Trinita, Sagan Tosu, Kashima Antlers, Montedio Yamagata, Vissel Kobe, Cerezo Osaka.

## Reprezentační kariéra
Júzó Taširo odehrál za japonský národní tým v roce 2008 celkem 3 reprezentační utkání.

## Statistiky
| Japonsko | Japonsko | Japonsko |
| Roky     | Záp.     | Góly     |
| -------- | -------- | -------- |
| 2008     | 3        | 0        |
| Celkem   | 3        | 0        |